# Laila Ohlgren
Laila Ohlgren (ur. 17 listopada 1937 w Sztokholmie, zm. 6 stycznia 2014) – szwedzka inżynierka i wynalazczyni.

## Życiorys
W 1956 roku zaczęła pracę w szwedzkim Televerket. Gdy w 1979 roku w Szwecji wprowadzono w Szwecji pierwszą na świecie sieć komórkową NMT (Nordiska MobilTelefonnätet) należało wcześniej rozwiązać problemy techniczne. Jednym z nich była procedura wybierania numeru zakładająca, że podnosimy słuchawkę, po usłyszeniu sygnału wykręcamy na tarczy numer i czekamy na połączenie. W sieci komórkowej mobilni właściciele telefonów mogli mieć problem z połączeniem. Leila Ohlgren wymyśliła odwrócenie procedury: najpierw wybieramy numer, a potem naciskamy zielony przycisk ze słuchawką, czyli dajemy polecenie połącz. W 2009 roku otrzymała za swój wynalazek nagrodę Polhema. 
Żona szwedzkiego piosenkarza Bo Ohlgrena i matka dwóch synów Magnusa i Hakana.